# Вольгаст
Вольгаст (нім. Wolgast) — невелике місто на північному сході Німеччини, розташоване в землі Мекленбург-Передня Померанія. Більша частина міста лежить на захід від острова Узедом, невелика частина знаходиться на острові. Належить району Передня Померанія-Грайфсвальд і є центром об'єднання громад Амт-ам-Пенестром, до якого належать шість інших муніципалітетів. Місто відоме збереженим історичним центром з безліччю архітектурних пам'яток, міською гаванню та верф'ю Пеене.
Завдяки своєму розташуванню, Волгаст, як і Анклам, називають «воротами на острів Узедом». 
Площа — 61,53 км2. Населення становить 11 840 ос. (станом на 31 грудня 2020).

## Історія
Місцевість, у якій розташований Вольгаст, належала слов'янському населенню поморян, а саме місто носило назву Волегощ. 

### Історія назви
Топонім змінився з Hologost (1127), Hologosta (1165) на Woligost (задокументований у 1140 році як Wologost) — Волегощ. Замок також називався «Castrum Waleguste» (1194). Пізніші видозміни Wolegast (1229) або Wolgust (1250) привели до сучасного германізованого Wolgast (1189, 1250, 1331). 
Ім'я Вольґаст могло бути давньополабським особовим ім'ям Волеґощ, друга частина імені якого ґощ має значення гість, а також друг. Таким чином, ім'я відноситься до того, хто має більшого/кращого друга. Вільгельм Фердинанд Ґадебуш також припускав, що значення першого складу (woly) є великим, але гаст (пол. gąszcz) слід тлумачити як хащі або гай, і виводив назву від Великого Гаю. 

### Середньовіччя
Територія Вольгаста належала до району поселення слов'янських лютичів, пізніше до герцогства Померанії. Містечко вперше згадується в документі 1123 року у зв'язку з торгово-митною конторою. Тут також знаходився храм слов'янського бога Яровита, який був зруйнований єпископом Отто Бамберзьким під час його другого місіонерського походу у 1128 році. Ймовірно, на його місці він заклав церкву Святого Петра. Будівля церкви та вендська окольниця (типовий для германо-слов'янських поселень раннього середньовіччя вид сільського поселення округлої форми) на південь від неї були стародавнім центром міста.

## Галерея

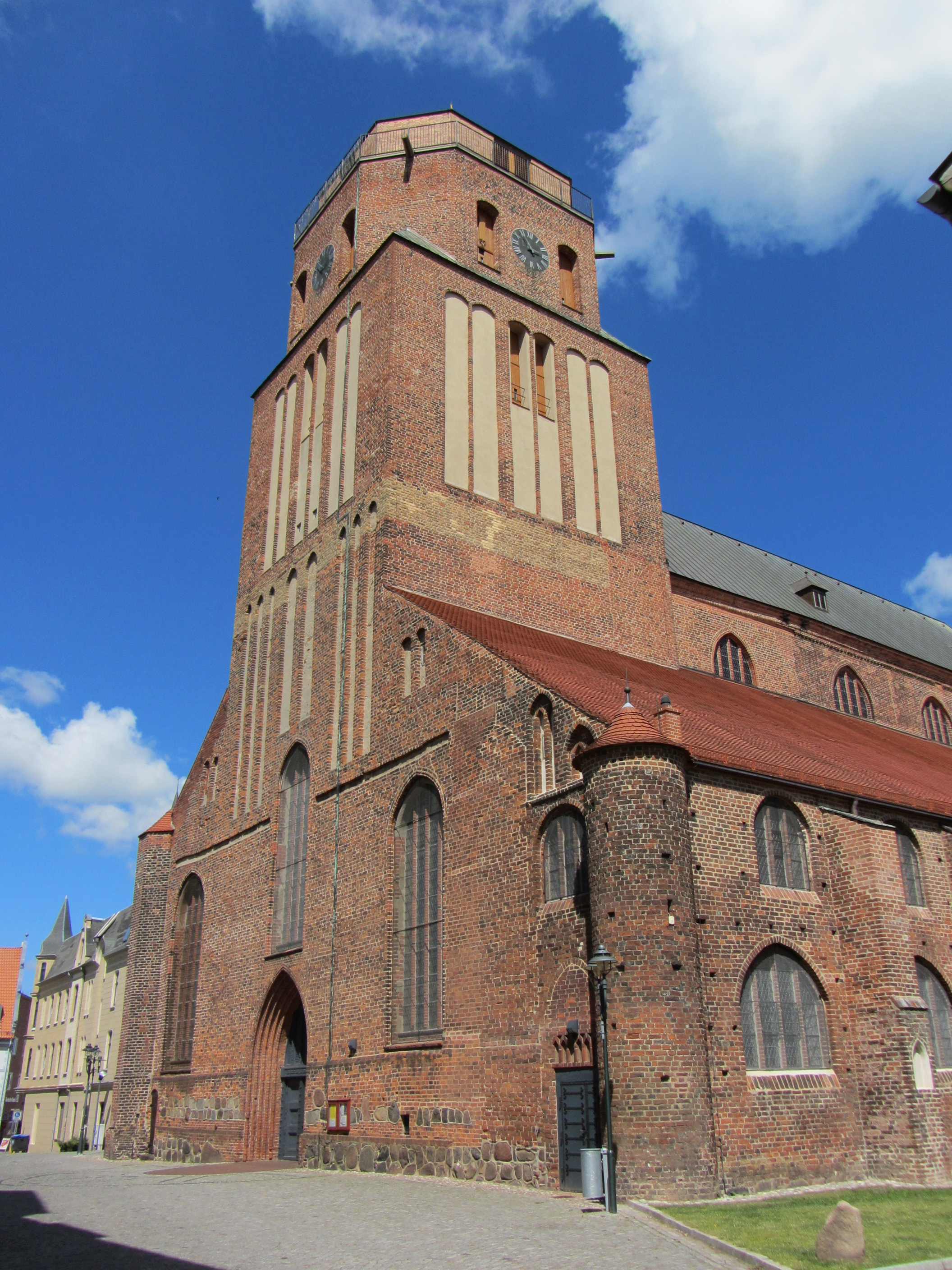
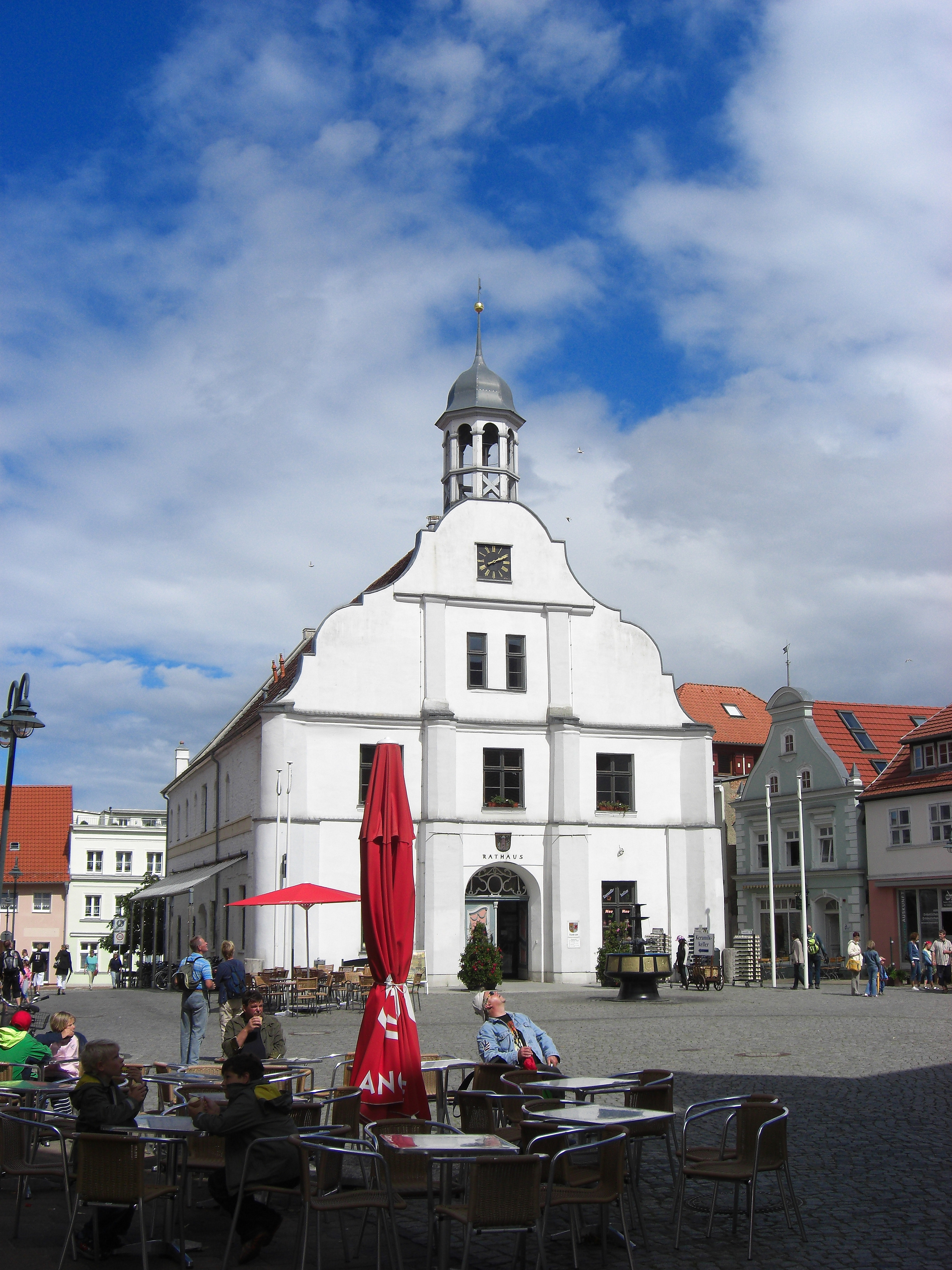
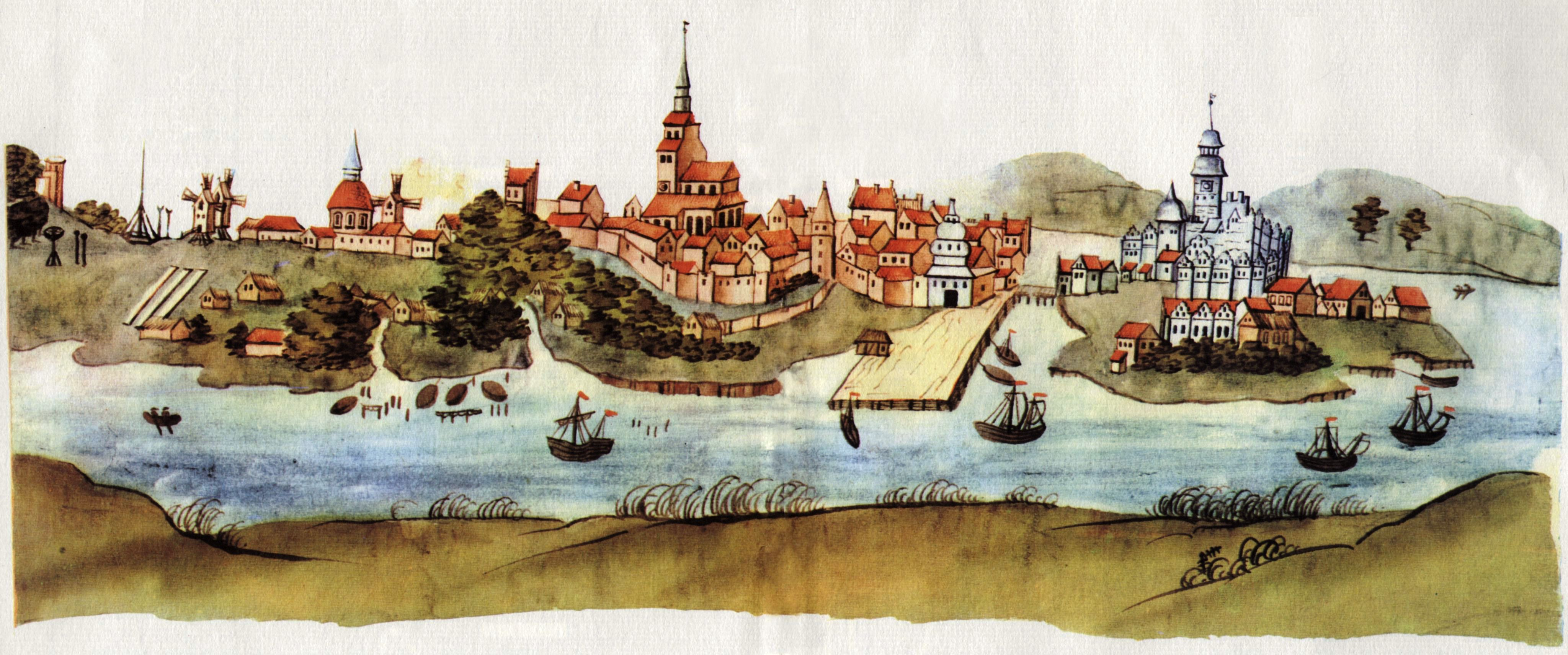
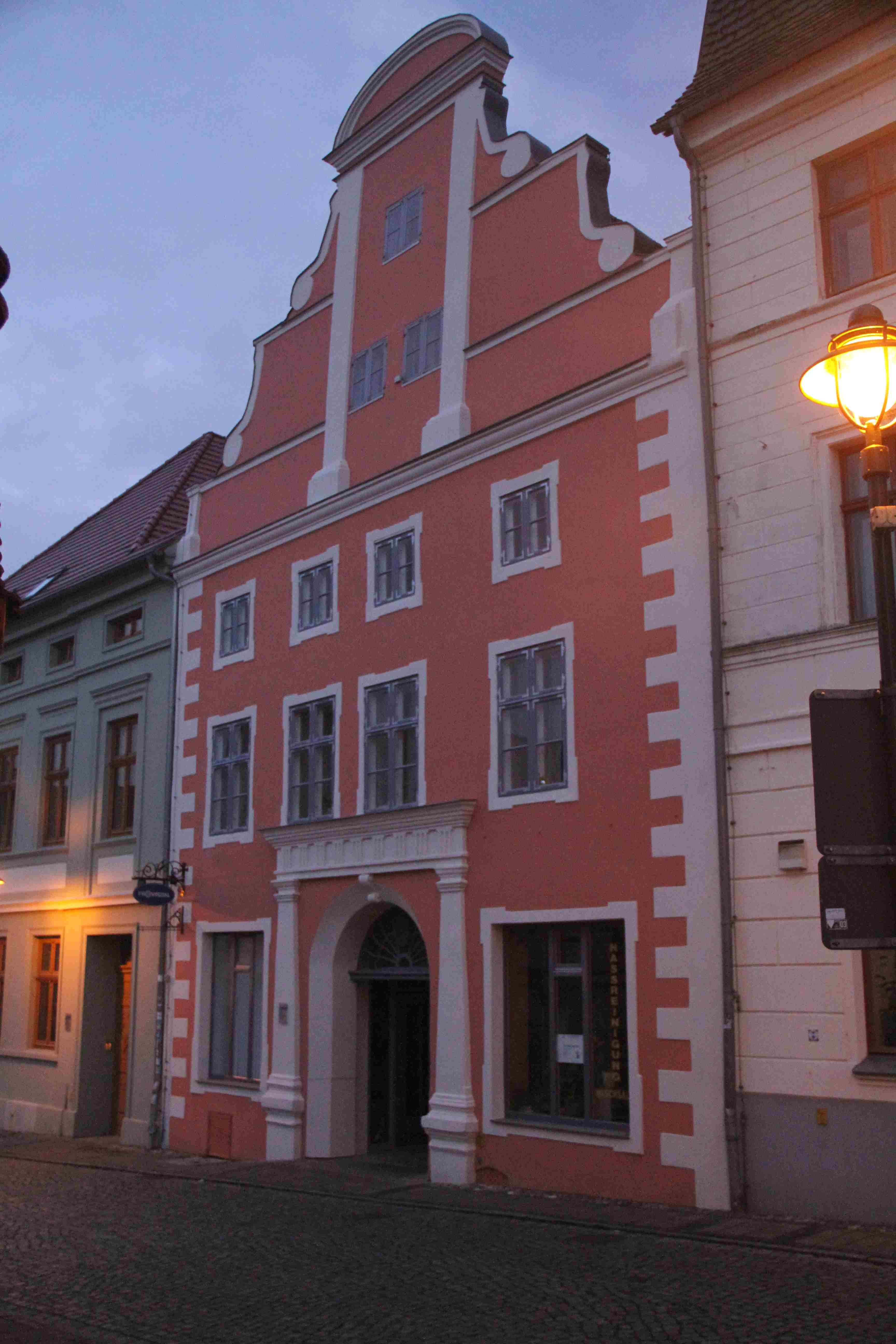
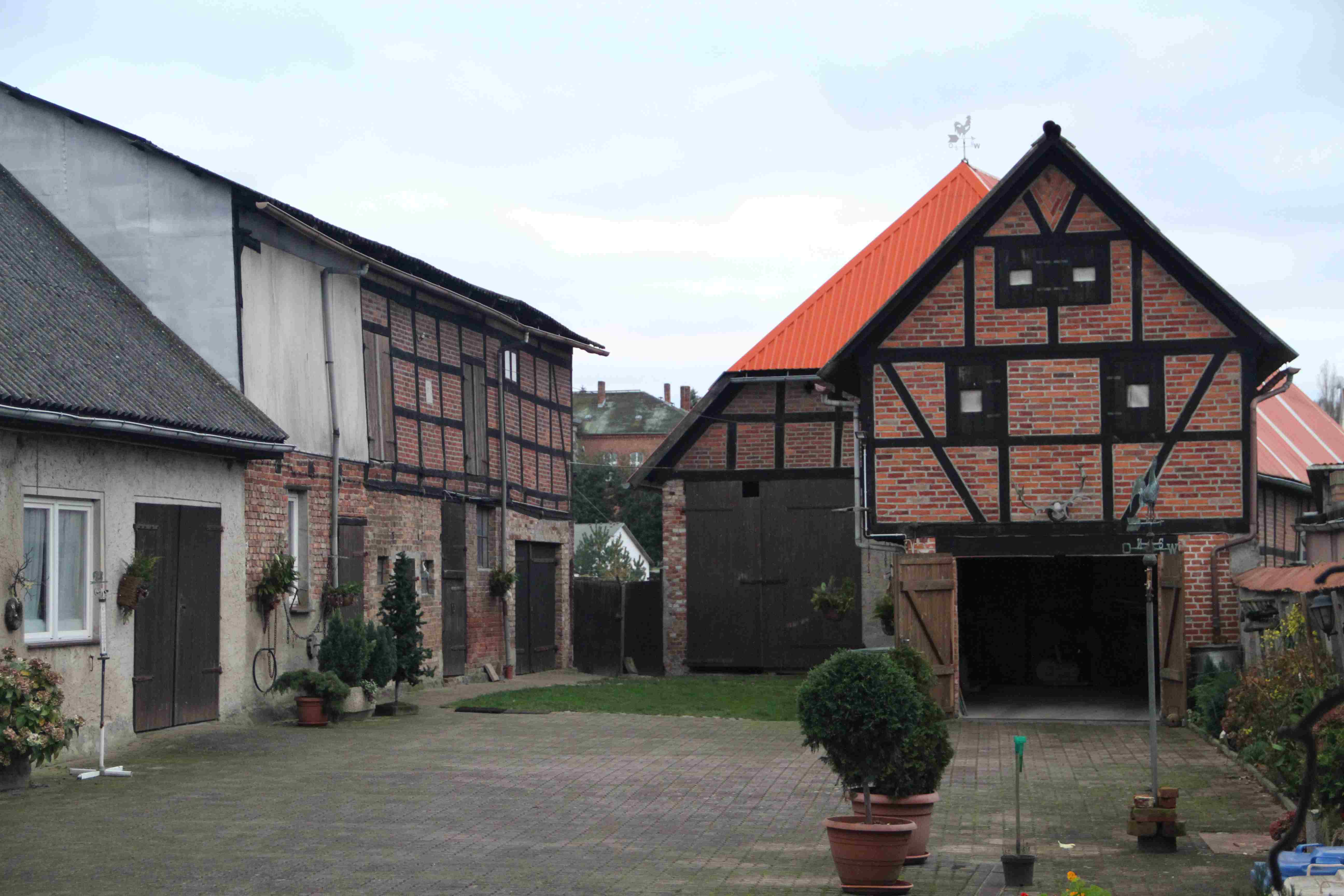
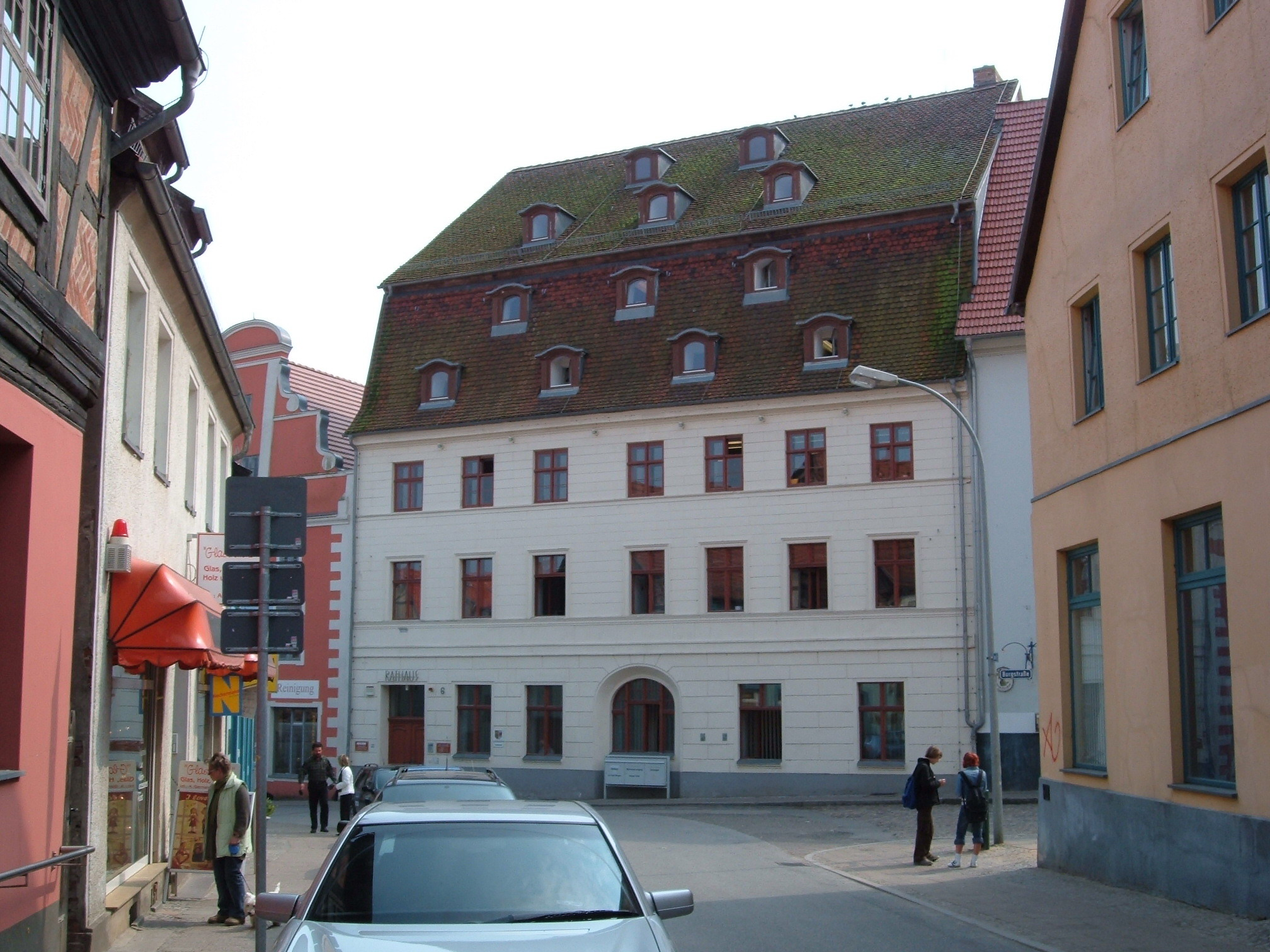